# Borso d’Este

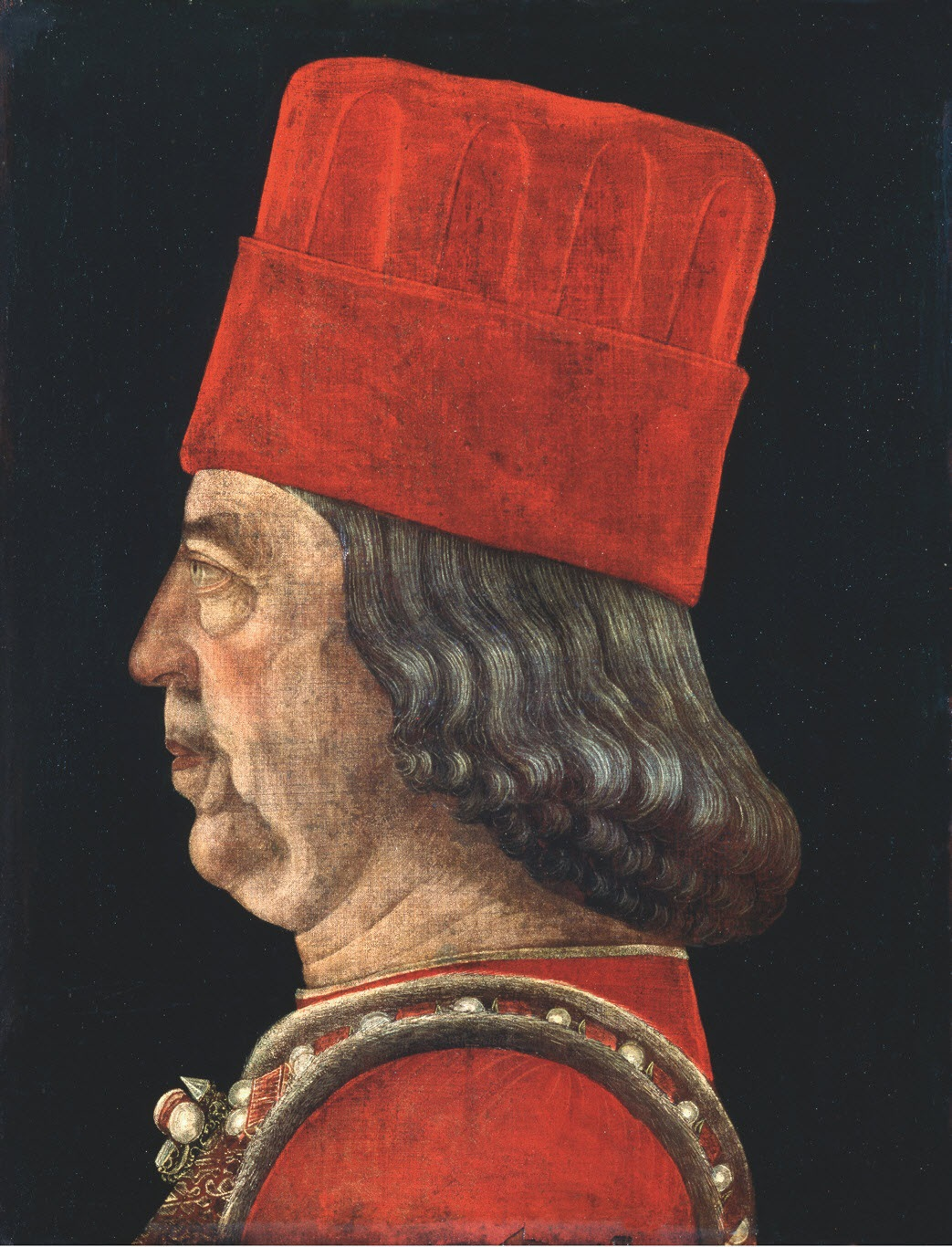
Baldassare Estense, Borso d’Este, Pinacoteca del Castello Sforzesco

Borso d’Este (* 24. August 1413; † 20. August 1471 in Ferrara) war der erste Herzog von Modena aus dem Hause Este.
Er war ein außerehelicher Sohn des Markgrafen Niccolò III. d’Este von Ferrara, Modena und Reggio mit Stella de’ Tolomei. Er folgte seinem Bruder  Leonello d’Este am 1. Oktober 1450 in den Besitzungen seines Vaters als Markgraf/Marchese nach.
Er nahm am 18. Mai 1452 die Gebiete Modena und Reggio von Kaiser Friedrich III. als Herzogtümer an. Am 14. April 1471 nahm er das Herzogtum Ferrara von Paul II. als päpstliches Lehen an. Borsos Hof war das Zentrum der Malerschule von Ferrara, zu der Francesco del Cossa, Ercole de’ Roberti und Cosmè Tura gehörten. Borso d’Este war nicht verheiratet und hatte keine Nachkommen. Seine Nachfolge trat sein Halbbruder Ercole I. d’Este an.